# 妙蔵寺 (川口市)
妙蔵寺（みょうぞうじ）は、埼玉県川口市安行領根岸にある日蓮宗の寺院。山号は岸栄山。旧本山は池上本門寺、池上・中延法縁。

## 歴史
南北朝時代の延文3年/正平13年（1358年）に日輪（比企谷妙本寺池上本門寺両山3世、延文4年/正平14年（1359年）没）を開山に創建された。現在の本堂は昭和40年（1965年）再建されたもの。

## 塔頭
- 江戸時代には塔頭2ヶ寺（長遠寺、感応院）を擁した[1]。

## 参考資料
- 日蓮宗寺院大鑑編集委員会『宗祖第七百遠忌記念出版 日蓮宗寺院大鑑』大本山池上本門寺 (1981年)
- 「根岸村 妙蔵寺」『新編武蔵風土記稿』 巻ノ144足立郡ノ10、内務省地理局、1884年6月。NDLJP:763998/75。

## 公式サイト
- 公式ウェブサイト